# مايك كارول (لاعب كرة قدم)
مايك كارول (بالإنجليزية: Mike Carroll)‏ هو لاعب كرة قدم بريطاني في مركز الهجوم، ولد في 10 سبتمبر 1952 في أبردين في المملكة المتحدة. لعب مع غريمسبي تاون ونادي ليفربول.